# Klaus Heger
Klaus Heger (* 22. Juni 1927 in Wiesbaden; † 8. Dezember 1993 in Heidelberg) war ein deutscher Romanist und Sprachwissenschaftler.

## Leben und Werk
Heger wuchs in Darmstadt auf. Als Soldat im Zweiten Weltkrieg kam er ein Jahr in US-amerikanische Kriegsgefangenschaft an die mexikanische Grenze. Auf diese Weise lernte er die englische und die spanische Sprache kennen. Ab 1946 studierte er in Heidelberg, Basel und Madrid (bei Gerhard Hess, August Rüegg, Walther von Wartburg, Rudolf Tschudi, Karl Jaspers und Emilio García Gómez) Hispanistik und Arabistik. 1952 promovierte er in Heidelberg mit einer von Gerhard Hess angeregten Arbeit Baltasar Gracián. Eine Untersuchung zu Sprache und Moralistik des Conceptismo (Heidelberg 1952, spanisch: Zaragoza 1960, 1982). Nach dreijähriger Tätigkeit in einem Industrieunternehmen wurde er 1957 Assistent von Kurt Baldinger. Er habilitierte sich mit Die Bezeichnung temporal-deiktischer Begriffskategorien im französischen und spanischen Konjugationssystem (Tübingen 1963). 1963 wurde er auf einen romanistischen Lehrstuhl in Kiel berufen, 1969 auf einen Lehrstuhl für Allgemeine Sprachwissenschaft in Heidelberg. Heger nannte als seine sprachwissenschaftlichen Anreger Karl Bühler, Lucien Tesnière und Erwin Koschmieder.
Seit 1979 war er ordentliches Mitglied der Heidelberger Akademie der Wissenschaften.

## Weitere Werke
- Die bisher veröffentlichten Harǧas und ihre Deutungen, Tübingen 1960
- Monem, Wort und Satz, Tübingen 1971
- (zusammen mit Elisabeth Gülich und Wolfgang Raible) Linguistische Textanalyse. Überlegungen zur Gliederung von Texten, Hamburg 1974, 2. Auflage 1979
- Monem, Wort, Satz und Text, Tübingen 1976
- (Hrsg., zusammen mit János S. Petöfi) Kasustheorie, Klassifikation, semantische Interpretation. Beiträge zur Lexikologie und Semantik, Hamburg 1977
- Sprachvergleich und Semantik. Das Beispiel der grammatischen Kategorien „Person“ und „Numerus“, Heidelberg 1980
- (zusammen mit Klaus Mudersbach) Aktantenmodelle. Aufgabenstellung und Aufbauregeln, Birkenau 1984
- Flexionsformen, Vokabeln und Wortarten, Birkenau 1985